# Highway 51
Highway 51 – utwór bluesowy, którego autorstwo przypisuje się Curtisowi Jonesowi, Tommy’emu McClennanowi, C. White'owi i Bobowi Dylanowi. Utwór został nagrany przez Dylana na jego pierwszym albumie Bob Dylan w listopadzie 1961. Inne tytuły tego utworu: „Highway 51 Blues”, „New Highway No. 51”.

## Historia utworu
Jak zauważył brytyjski znawca bluesa Paul Oliver, autostrady wręcz magnetycznie fascynowały Afroamerykanów. Śpiewali oni o autostradach nr 49, 61 i 51 – były to najbardziej znane szlaki południowych Afroamerykanów.
Po raz pierwszy kompozycja o nazwie „Highway 51 Blues” została nagrana 25 stycznia 1938 przez bluesmana Curtisa Jonesa dla firmy Vocalion.
16 czerwca 1938 nagrał bluesa „Good Old 51 Highway” bluesman Bill „Jazz” Gillum.
10 maja 1940 bluesman Tommy McClennan nagrał „New Highway No. 51” dla firmy Bluebird.
W 1961 r. nagrał go na swoim albumie Alone with My Friends pianista i wokalista bluesowy Memphis Slim.

## Tematyka bluesa
"Highway 51” należy do wielkiej rodziny bluesów związanych z podróżą i wędrówką. Bluesy te motywem wędrówki wyrażały poczucie osobistej wolności. W niektórych bluesach był to główny temat, apologizujący motyw wędrówki jako ideału wolności. W niektórych tego typu utworach pojawiała się jednak refleksja; być może wędrówka wyraża wolność człowieka, ale dzieje się to kosztem jego samotności, nie ma on bowiem rodziny.

## Wersje Boba Dylana
Ponieważ nie jest znana żadna wcześniejsza wersja „Highway 51” trzeba przyjąć, że wersja nagrana 22 listopada 1961 i umieszczona przez Johna Hammonda na pierwszym albumie Dylana, była jego pierwszym nagraniem tego utworu.
Jasne jest, że na powstanie wersji Dylana wpływ miały wersje Jonesa i McClennana. Sam Dylan przypisuje na płycie autorstwo Jonesowi. Uważa się, że Dylan posłużył się melodią Jonesa, słowami McClennana i riffem gitarowym wziętym z przeboju grupy Everly Brothers „Wake Up Little Susie” (1957). Niektórzy znawcy uważają jednak, że Dylan posłużył się tylko i wyłącznie wersją Tommy’ego McClennana.
Wykonanie tego bluesa przez Dylana jest niezwykle szybkie, pasujące do autostradowych prędkości. Dostosowuje się do tego ostry śpiew muzyka, konsekwentnie budujący odpowiedni nastrój.
W dwa tygodnie później, 4 grudnia, Dylan utrwalił tego bluesa na taśmie w domu Eve i Maca McKenziech. Taśma ta w połączeniu z nagraniami z 23 listopada tworzy tzw. Pierwszą taśmę McKenziego.
22 września 1962 Bob Dylan wystąpił na koncercie w Carnegie Hall w ramach „Carnegie Hall Hootenanny”, na którym wykonał m.in. „Highway 51”. Koncert zapowiadał sam Pete Seeger.
12 kwietnia 1963 odbył się pierwszy samodzielny, duży koncert Dylana w Town Hall w Nowym Jorku, na którym wykonał – między innymi – „Highway 51”.